# 神戸市立御影公会堂

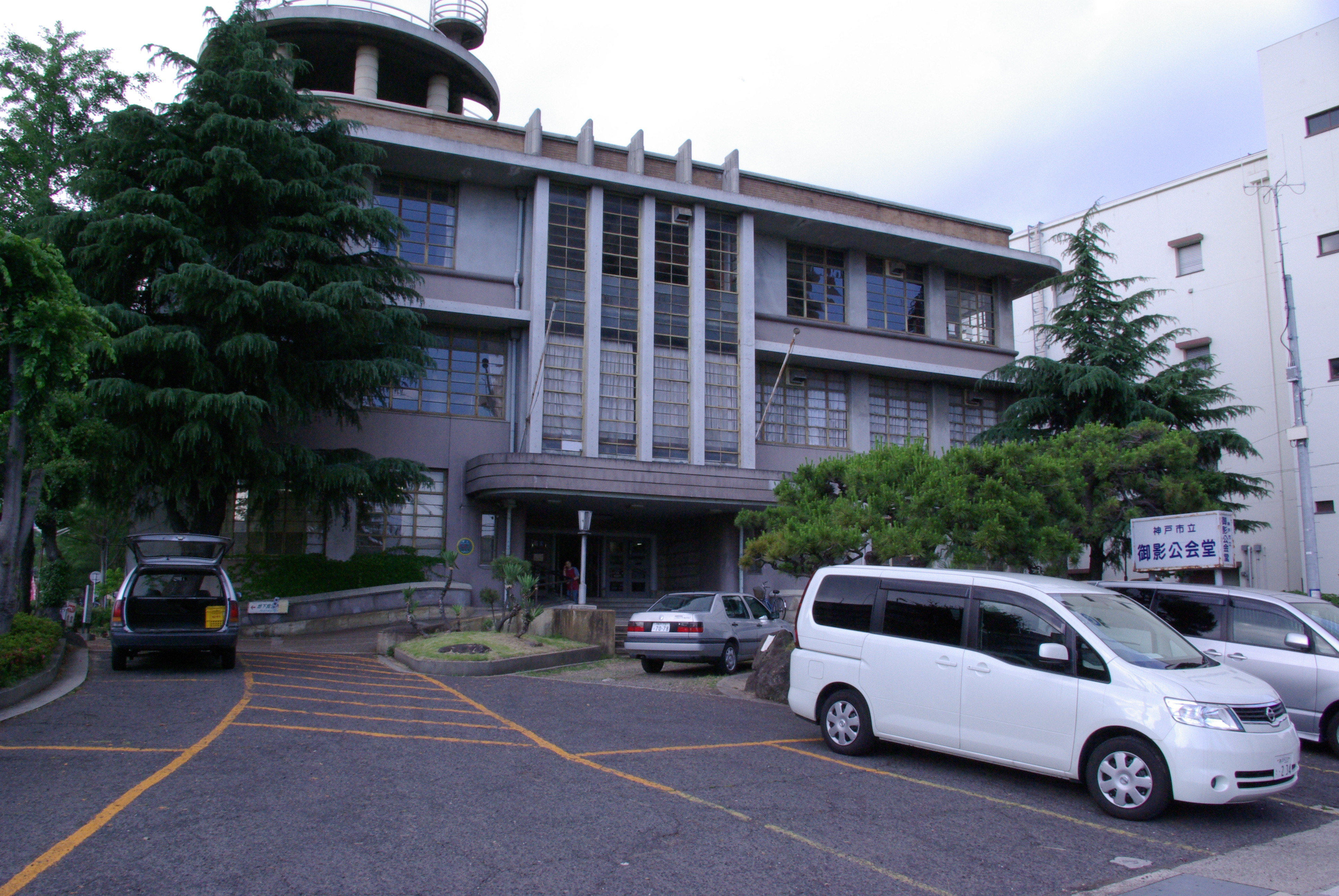
入口側

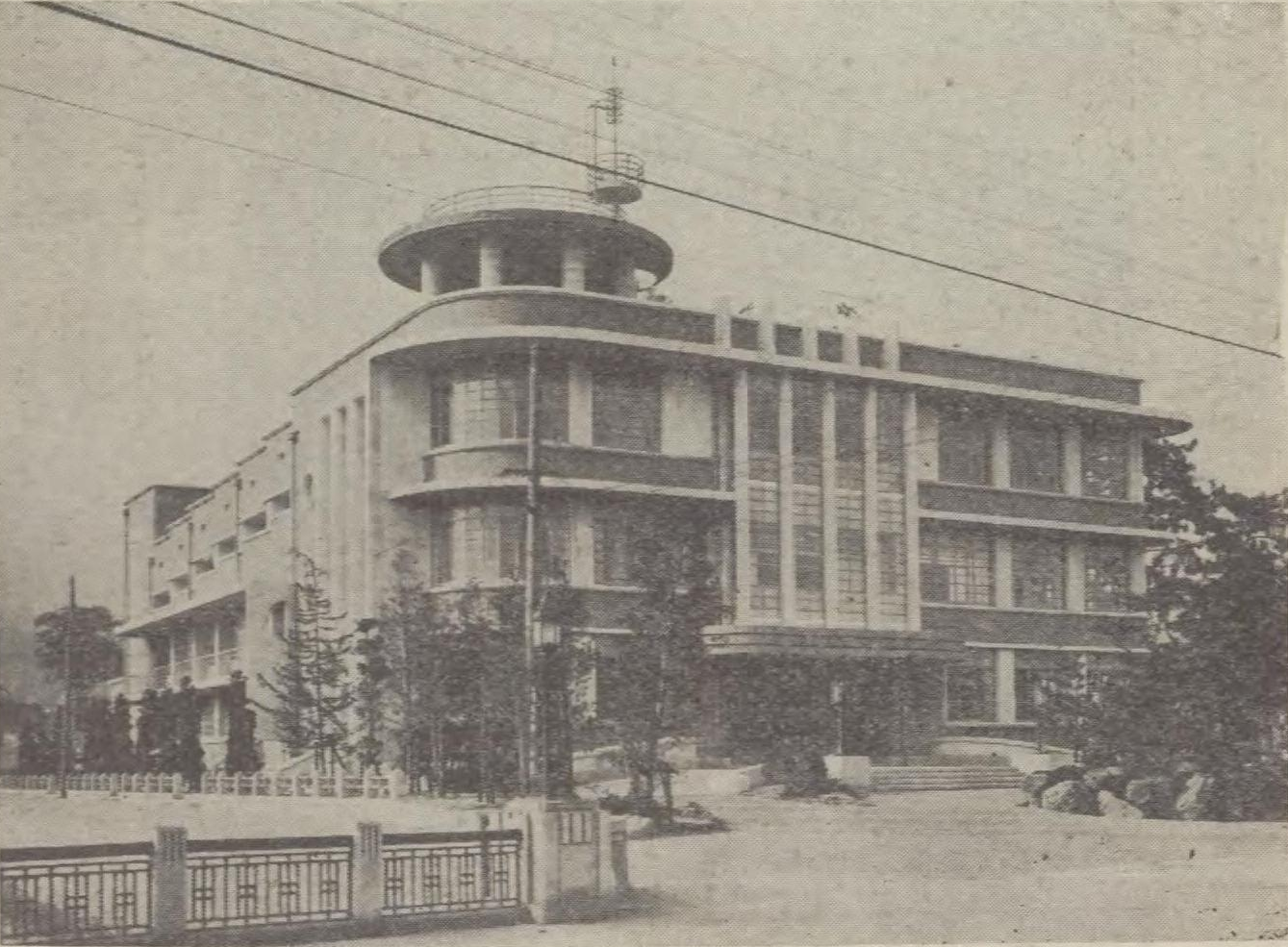
昭和10年

神戸市立御影公会堂（こうべしりつみかげこうかいどう）は、兵庫県神戸市東灘区御影石町4丁目4番、石屋川の東側、国道2号の北側にあるにある歴史的建造物。国の登録有形文化財に登録されている。集会施設として利用されるほか、施設内にある御影公会堂食堂は、建設当時から営業している老舗の洋食店として知られる。

## 経緯
御影町時代、この建物は御影町公会堂として建設された。設計は、清水栄二が手がけた。

### 建設
白鶴酒造の嘉納治兵衛により、1929年2月26日に15万円、1932年5月1日に2万円、1933年4月1日に3万円の計20万円の寄付と、その利子2万9365円49銭、町費積立金及びその利子1万554円6銭、一般町費496円32銭の計24万414円87銭で以って建設費・設備費・雑費が賄われた。敷地は石屋字左美也百二十二番地の十二の945坪6合6尺の土地で、1932年6月15日に大林組の請負で着工し、翌年5月20日竣工。5月25日落成式。6月14日使用条例を定める。

### 戦災
1945年（昭和20年）、3度にわたる神戸大空襲により御影の町は焦土と化し、公会堂も被災した。
1947年（昭和22年）に園舎を全焼していた御影幼稚園がここで再開される。合併当時の教諭だった内海薫は、公会堂の被災状況をこう語っている。「公会堂の外側だけがやっと残ってたという感じで、内部はがらんどうのようでした。部屋も1階の3部屋だけが残ってましたね」「大ホールの方も全部焼けてしまって、入り口のロビーの所だけが残っていましたね。」新園舎は1951年（昭和26年）3月18日の卒園式に間に合うように完成した。
終戦後、御影町には自力で修復するだけの財力がなく、御影町の神戸市との合併（1950年（昭和25年））後に市によって修繕・改修を受け、1953年（昭和28年）4月から使用を再開した。

### 戦後
大ホールは約一千人が収容でき、神戸市最大の集会施設であった。
1957年（昭和32年）11月から、結婚式場を設置し、低廉な経費で結婚式を行っている。最盛期には年間1100件の挙式があったが、各所に結婚式場が増えたため減少。それでも1975年（昭和50年）には約400組が挙式を行っていたが、1983年に閉鎖された。
また、1974年（昭和49年）夏からは冷房施設も整備された。
後に神戸国際会館、神戸市立中央体育館、神戸文化ホールなどのより大型の施設が建設され、利用者は減少した。

### 震災
建築後60年が経過して老朽化が進み、神戸市は公会堂を大改修して柔道の殿堂「嘉納記念館」とする計画を立案し、1995年元日付の神戸新聞に大きく掲載された。耐震性の問題から、正面玄関部分のみを残し、北側を壊して新しく建て替えるものであった。
しかし、その半月後に阪神・淡路大震災が発生した。周囲の建築物の多くが全半壊した中、公会堂はほとんど被害がなく、地震直後から約1年にわたり多くの被災者の避難場所として活用された。嘉納記念館構想はいつしか立ち消えとなった。
そして震災から21年経った2016年4月より、老朽化に対する修繕及びバリアフリー対応を目的として15億9700万円を投入して、建物外観の殆どをそのままにリニューアル工事が行われ、翌2017年4月10日にリニューアルオープンした。地下には御影郷土資料室・嘉納治五郎記念コーナーが設けられ、嘉納治五郎が顕彰されている。
2013年（平成25年）度のDOCOMOMO JAPAN選定 日本におけるモダン・ムーブメントの建築に選出されている。

## 構造
以下は『御影町誌』に書かれた建設当時の情報である。
近世式鉄筋コンクリート三階建一棟 309坪2合5尺
- 地階211.76坪
- 一階309.29坪
  - 大集会場
  - 貸室第一号
  - 貸室第二号
  - 控室
  - 浴場
- 二階201.35坪
  - 貴賓室
  - 日本室1号
  - 日本室2号
  - 日本室3号
  - 日本室4号
  - 浴場
- 三階141.00坪
  - 食堂第一号
  - 食堂第二号
  - 控室第一号
  - 控室第二号
- 塔屋及休憩所14.94坪

其他 - 娯楽室、露台
延坪合計978.34坪

## 参考資料
- 原田 健 編『東灘区25年』東灘区役所、1976年。
- 田辺眞人『東灘歴史散歩』東灘区役所、1980年。
- 編輯兼発行者 御影町長 玉木敬太郎 編『御影町誌』御影町役場、1936年。
- 編著者 道谷卓 編『うはらの歴史再発見 ～ちょっと昔の東灘～』東灘復興記念事業委員会、東灘区役所、2000年。